# Schulinstraße 19 (Prichsenstadt)

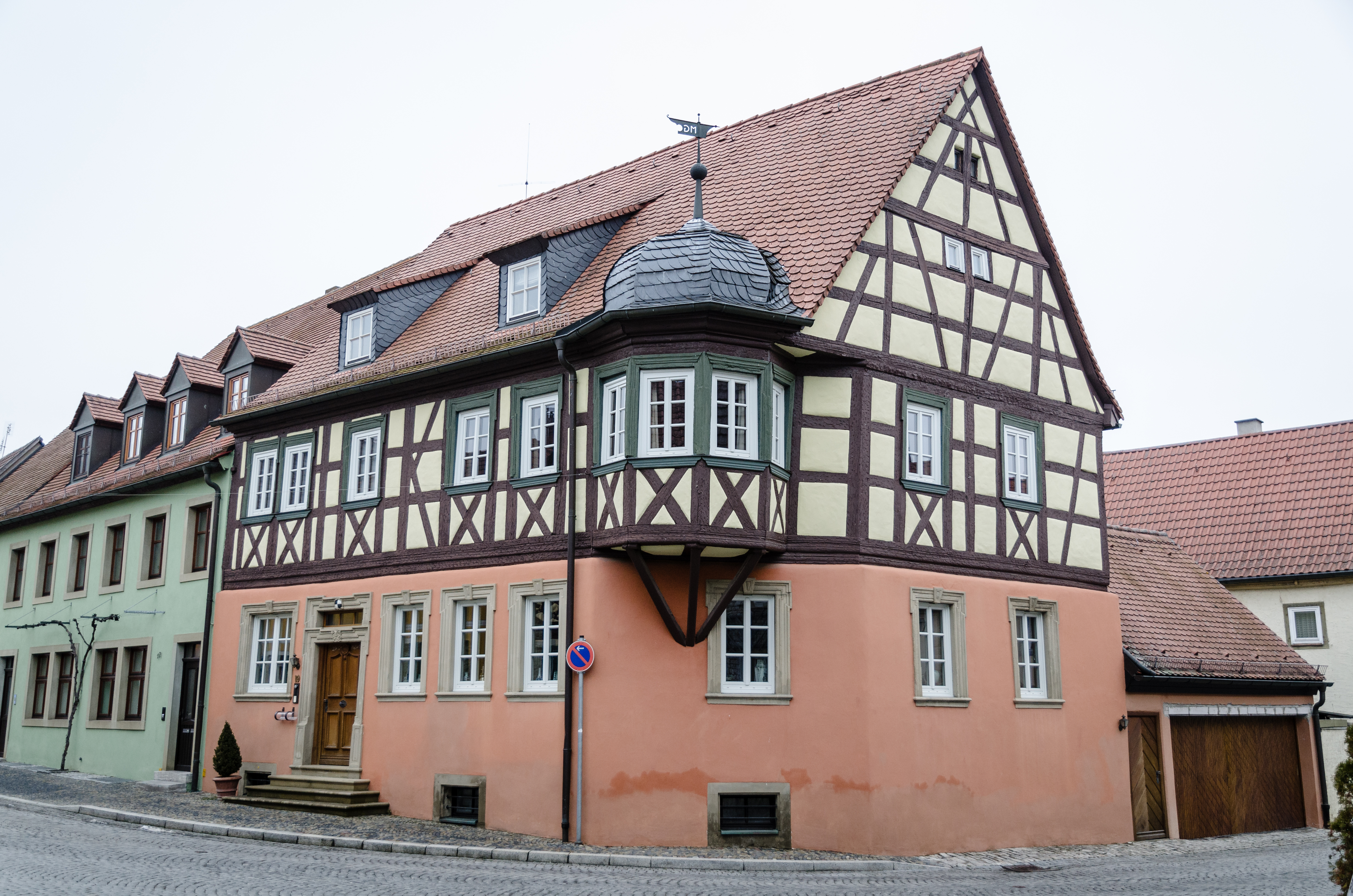
Das Haus Schulinstraße 19

Das Haus Schulinstraße 19 (bis nach 1995 Hauptstraße 19, früher Hausnummer 25) ist ein denkmalgeschütztes Gebäude in der Kernstadt des unterfränkischen Prichsenstadt.

## Geschichte
Bereits im 16. Jahrhundert war die Stelle des heutigen Anwesens Schulinstraße 19 bebaut. Damals besaß Hans Reichert das Haus und betrieb dort seine Stellmacherei. Ein profilierter Türstock im Hinterhaus erinnert an das wohl erste Haus an dieser Stelle. Wahrscheinlich setzte man sogar das Obergeschoss nur auf das bereits bestehende Erdgeschoss auf. Im Dreißigjährigen Krieg wurde das Anwesen wahrscheinlich zerstört.
Zu Beginn des 18. Jahrhunderts ließ 1721 der damalige Besitzer des Grundstücks, der Metzger Hans Hayd, der sich auf einem Türsturz mit den gekreuzten Fleischerbeilen und dem Monogramm „H.H.M.“ verewigte, das Haus neu errichten. Die Metzgerei in den Räumlichkeiten wurde 1734 zwischen zwei Fleischermeistern geteilt. Auch ein gewisser Dörrer betrieb dort ein Geschäft. Im Jahr 1744 war Dörrer alleiniger Besitzer des Anwesens.

## Beschreibung
Das Haus Schulinstraße 19 wird vom Bayerischen Landesamt für Denkmalpflege als Baudenkmal eingeordnet. Untertägige Überreste von Vorgängerbauten werden als Bodendenkmal geführt. Außerdem ist es Teil des Ensembles Altstadt Prichsenstadt. Das Wohnhaus ist rechtwinklig mit einer Scheune verbunden und der Innenhof ist mit einem Schleppdach überbaut. Das Haus ist ein zweigeschossiger Satteldachbau, traufständig zur Schulinstraße, mit Fachwerk im Obergeschoss.
Ein besonderes Merkmal ist der halbachteckige Erker im Obergeschoss. Er überragt die Ecke Schulinstraße/ehemaliges Nordtor und schließt mit einer welschen Haube ab. Die Südostecke des Hauses wurde für den Erker abgeschrägt. Das Erdgeschoss hat Fenster mit geohrten Rahmungen aus der Bauzeit, die Haustür ist mit einem schmalen Oberlicht ausgestattet. Eine Blattwerkkartusche im Türsturz verweist auf das Baujahr und gibt Hinweise auf den Erbauer. Oberhalb davon ist das Wappen der Markgrafen von Ansbach angebracht.
Das Obergeschoss war ursprünglich verputzt, heute ist das Fachwerk freigelegt. Die Elemente des Fachwerkes werden von wandhohen Fensterstielen gebildet, daneben befinden sich Andreaskreuze. Das Fachwerk ist nur selten verstrebt, einige K-Streben sind allerdings vorhanden. Der südliche Hausteil ist unterkellert, wobei das Untergeschoss firstparallel geführt ist. Ein Schweinekoben im Innenhof verweist mit der Inschrift „I.I.W. 1796“ auf die Errichtungszeit.